# Luis Obdulio Arroyo Navarro
Luis Obdulio Arroyo Navarro, OFS (Quiriguá, 21 de junio de 1950-Los Amates, 1 de julio de 1981) fue un mecánico, conductor y catequista guatemalteco, terciario franciscano, asesinado en 1981, junto al sacerdote franciscano Tulio Maruzzo, por miembros del ejército nacional. Es considerado beato en la Iglesia católica.

## Biografía
Luis Obdulio Arroyo Navarro nació en Quiriguá (Guatemala) el 21 de junio de 1950, en el seno de una familia modesta. Trabajó como mecánico en Puerto Barrios y luego como conductor en el municipio de Los Amates. En 1976 ingresó a la Tercera Orden Franciscana, dedicando parte de su tiempo al servicio de la Iglesia, en la enseñanza del catecismo. Participó en el Movimiento de Cursillos de Cristiandad, en la parroquia de Quiriguá, a cargo del sacerdote franciscano italiano, misionero en Guatemala, Tulio Maruzzo.
Luis obdulio fue asesinado, durante el conflicto armado en Guatemala, el 1 de julio de 1981, luego de una reunión del Movimiento de Cursillos de Cristiandad, junto al sacerdote Tulio Maruzzo. La razón del asesinato fue la molestia que ellos representaban para los intereses de algunos militares y terratenientes que querían apoderarse de las tierras de campesinos, puesto que tanto el sacerdote como los miembros de la parroquia, entre ellos Luis Obdulio, trabajaban en favor de estos últimos.

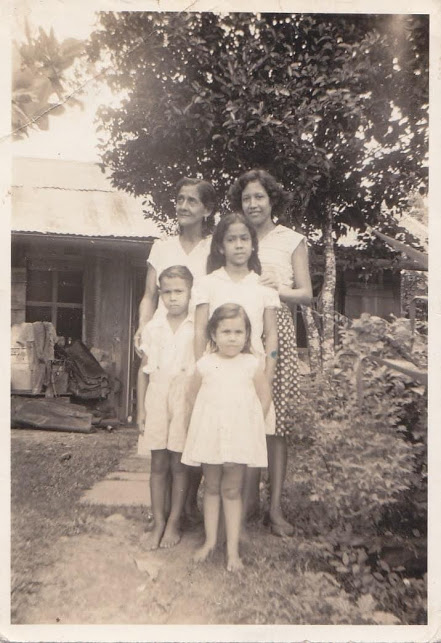
Beato Luis Obdulio descalzo en su casa a la izquierda, junto con su mamá y hermanas.

## Culto
La causa de beatificación de Luis Obdulio Arroyo y de Tulio Maruzzo fue promovida por la provincia veneta de los Frailes Menores, dando inicio en el año del 2005. El 9 de octubre de 2017 el Santo Padre Francisco aprobó la promulgación del decreto por martirio. Finalmente fueron beatificados el 27 de octubre de 2018, en la ciudad de Izabal (Guatemala, por el cardenal Giovanni Angelo Becciu, prefecto de la Congregación para las Causas de los Santos. Las reliquias de los dos mártires se veneran en la iglesia del Sagrado Corazón de Jesús de Quiriguá.